# 卢卡斯·乌尔里希
卢卡斯·乌尔里希（德語：Lukas Ullrich，2004年3月16日—）是一位法国足球运动员，自2023-24赛季起效力于德甲俱乐部普鲁士门兴格拉德巴赫，并代表德国21岁以下国家足球队参加国际比赛，于场上司职左后卫。

## 俱乐部生涯
乌尔里希出生于柏林，自幼便在当地的魏森塞和普鲁士腓特烈斯费尔德踢球，直到2015年加入柏林赫塔青训营，之后遍历该俱乐部的各级青年队效力。期间在米夏埃尔·哈特曼的率领下，他随U19梯队赢得了2021-22赛季德国青年甲级联赛北/东北区冠军。然而，在随后的总决赛中，球队却遗憾负于普鲁士多特蒙德。
乌尔里希于2022-23赛季获提拔至柏林赫塔一线队。然而，这位左后卫在桑德罗·施瓦茨乃至其继任者帕尔·达尔道伊麾下并未得到出场机会，而是排在队长和之后的第三选择。为了积累比赛经验，他代表预备队在第四级的东北地区联赛出场18次，并始终担任主力。2023年春季，乌尔里希还代表U19梯队出场2次，该队随后再次赢得青年德甲北/东北赛区冠军，却在决赛圈的半决赛中被淘汰。然而，当乌尔里希正在寻找新俱乐部的消息传出后，他自2023年3月起便不再获得出场机会，也不再有进入一线队的希望。赛季结束后，柏林赫塔一线队降级至德乙联赛。
2023-24赛季，乌尔里希加盟德甲俱乐部普鲁士门兴格拉德巴赫，并签约至2027年，成为一线队成员。在那里，由于原正印左后卫拉米·本塞拜尼转投多特蒙德，他需要与同样出自柏林赫塔青训营的盧卡·尼斯争夺主力位置。在当季德甲第2轮主场对阵拜耳勒沃库森的比赛中，乌尔里希在时任主教练麾下首次亮相职业比赛，于临完场前替补登场。此后，他则大多在西部地区联赛中代表二队出场，以获得进一步的比赛经验。至2024-25赛季第7轮比赛前，主力左后卫内茨的受伤为乌尔里希提供了机会，而他也抓住了这次机会愈战愈勇，于2025年2月凭借平均每场比赛触球59次、对抗成功率高达54%的表现，荣获德甲当月最佳新秀。

## 国家队生涯
乌尔里希曾入选包括U17、U18、U19、U20和U21在内的各级德国国家青年队。2020年10月9日，乌尔里希在对阵丹麦的比赛中首次代表德国U17出场，这也是他唯一一次代表U17国家队出场。此后，他又为U18国家队出场7次（射入2球），为U19国家队出场11次（射入4球），并担任U19国家队队长。2023年9月7日，他首次代表德国U20对阵意大利。而凭借在德甲的出色表现，乌尔里希也得以于2025年3月首次入选德国U21队，并在客场对阵斯洛伐克的友谊赛中首次亮相，最终球队1-0战胜对手。

## 荣誉
普鲁士门兴格拉德巴赫
- 德甲月度最佳新秀（英语：Bundesliga Awards）：2025年2月[5]